# Tetjana Antonjuk
Tetjana Valeriïvna Antonjuk, coniugata Jurkevičius (in ucraino Тетяна Валеріївна Антонюк?; Bar, 17 gennaio 1995), è una cestista ucraina.

## Carriera
Con l'Ucraina ha disputato i Campionati europei del 2015.